# Рикота
Рикòта (на италиански: ricotta, от латински recocta) е италиански млечен продукт подобен на кремообразна извара. Прави се от суроватка от овче, краве, козе или биволско прясно мляко, останала от производството на други сирена.
С много древен произход, рикотата е определяна като „сирене на бедните“, защото е задоволявала хранителните нужди на по-нисшите прослойки, осигурявайки питателна и евтина храна. Храна със значителна хранителна стойност, тя се консумира прясна, понякога осолена, или се използва за пълнене на равиоли и за приготвяне на сладкиши и десерти. Особено ценена е Римската рикота от по-масленото овче мляко. Други особени видове са Сицилианската рикота и Пулийската рикота (т. нар. „Силна рикота“), която е солена и узряла.

## Етимология
Названието идва от италианското ricotto, минало причастие на глагола ricuocere (готвя отново), т.е. „сготвена отново“.

## История
Производството на рикота на италианския полуостров датира от бронзовата епоха. През 2 хил. пр. н. е. керамични съдове, наречени „котли за мляко“, започват да се появяват често и очевидно са уникални за полуострова. Те са предназначени за варене на мляко при високи температури и за предотвратяване на прекипяване. Пресните киселинно коагулирани сирена, произведени с тези котли, вероятно са правени от пълномаслено мляко.
Производството на коагулирано сирене със сирище обаче изпреварва производството на пресни пълномаслени сирена през 1 хил. пр.н.е. Бронзови рендета за сирене, открити в гробовете на етруския елит, доказват, че твърдо настърганите сирена са били популярни сред аристокрацията. Рендета за сирене също са били често използвани в античните римски кухни. За разлика от прясно коагулираното с киселина сирене отлежалото сирене, коагулирано със сирище, може да се съхранява много по-дълго.

Увеличеното производство на коагулирано сирене със сирище довежда до голямо предлагане на сладка суроватка като страничен продукт. След това производителите на сирене започват да използват нова рецепта, която използва смес от суроватка и мляко, за да направят традиционната рикота, както е известна днес.
Древните римляни правят рикота, но автори на книги в областта на селското стопанство като Катон Стари, Марк Теренций Варон и Колумела не го споменават. Те описват производството на коагулирано сирене, но не пишат за котли за мляко или за киселинно коагулирано сирене. Вероятна причина е, че рикотата не е била печеливша, тъй като нейният много кратък срок на годност не е позволявал разпространение ѝ на градските пазари. Рикотата най-вероятно е била консумирана от овчарите, които са я правили. Въпреки това, доказателства от картини и литература показват, че рикотата е била позната и вероятно ядена и от римските аристократи.
Керамичните котли за мляко все още са използвани от апенинските овчари за приготвяне на рикота през 19 век. Днес се използват метални котли за мляко, но производствените методи са се променили малко от древността.

## Производствен процес
Рикотата, въпреки че е млечен продукт, по закон не е сирене, а трябва да се класифицира просто като млечен продукт: всъщност не се получава чрез коагулация на казеин, а на суроватъчни протеини, тоест течната част, която се отделя от изварата по време на приготвянето на сирене. Суроватъчният протеин е вид млечен протеин, но има и много други млечни протеини. Въпросните протеини са по-специално албумин и глобулин. Самата суроватка съдържа по-малко от 1% от общия млечен протеин спрямо теглото. Съответно производството на рикота изисква големи количества входящо мляко.
Производственият процес включва използването на топлина и киселина за коагулация на суроватъчен протеин от суроватъчен разтвор. Процесът на коагулация на суроватъчните протеини се осъществява чрез нагряване на суроватката до температура 80-90°С, близка до температурата на кипене и много по-гореща отколкото при производството на оригиналното сирене, чийто остатък е суроватката. Най-древната технология се състои само в загряване на суроватката в очакване на рикотата да изплува на повърхността. През вековете постепенно се развиват технологии, които чрез използване на реакцията на насищане на солта получават по-добро възстановяване и по-високо качество. Тези технологии се дължат на използването на изворни и/или морски води преди, а днес – на соли за рикота. Киселинни разтвори (на лимонена, млечна, горчива или английска сол) също често се добавят за катализиране на коагулацията.
Традиционният сицилиански метод, който все още се практикува в някои малки ферми, където сиренето се приготвя всеки ден със сурово мляко и без ензими, използва окисления остатък от предния ден като катализатор: течността, която остава след производството на рикота, се оставя настрана, оставя се да вкисне една нощ и на следващия ден се добавя малко количество от тази течност към загрятата суроватка, за да се направи рикота. В някои райони на Източна Сицилия (но също и в други региони като Тоскана и Калабрия) се използват клончета смокини, които благодарение на съдържащия се в тях сок са в състояние да подсирят млякото за получаване на рикота.
След това коагулираната маса се поставя в перфорирани съдове (в древни времена са били използвани ракитови или тръстикови кошници), за да се отцеди излишната течност.
Рикотата има сладък вкус поради съдържащата се в суроватката лактоза в променлива степен – от 2 до 4% в зависимост от използваното мляко. Съдържанието на липиди варира от 8% (рикота от краве мляко) до 24% (рикота от овче мляко).

## Типология
Рикотата се класифицира според млякото, от което се произвежда, като:
- крава
- овча, с по-интензивен вкус
- коза
- биволска
- смесена.

От строго хранителна гледна точка се причислява към обезмаслените продукти (130-240 kcal/100 g, освен ако към нея не се добавят мляко или сметана). Богата на благородни протеини (около 8% в рикотата са от краве мляко), тя осигурява остатък от преработката, наречен scotta, който често се използва от овчарите за хранене на кучета.
Произвежда се в цяла Италия, като овчата рикота се произвежда по-специално в Сардиния, Сицилия, Базиликата, Абруцо, Пулия, Кампания и Калабрия, и ако е осолена или печена на фурна, се използва настъргана върху суха паста в сицилиански рецепти като Паста ала Норма. Традиционната рецепта от Абруцо за Анелини ала пекорара е включвала използването на суха рикота. Всъщност това е била рецепта, която овчарите са приготвяли по време на преселването на пасищата, когато не е било възможно да се намерят пресни продукти. Във валденските долини в Метрополен град Торино се произвежда особен вид рикота, узряла в сено, която се нарича saras del fen.

### Пресни варианти
Оригиналната рикота е направена от суроватка с добавка на малко количество мляко, но напоследък рикотата се прави и от пълномаслено мляко.
Рикотата от биволско мляко от Кампания (Ricotta di Bufala Campana) и Римската рикота (Ricotta Romana) са забележителни видове, произведени в Италия и защитени от регламента за защитено наименование за произход на ЕС. Първата се прави от суроватка, останала след производството на моцарела от биволско мляко от Кампания (Mozzarella di Bufala Campana) – защитен сорт биволска моцарела, а втората – от суроватка от овче мляко.

### Зрели варианти
Прясната рикота може да бъде подложена на допълнителна обработка, за да се получат варианти с много по-дълъг срок на годност. Тези производствени методи включват осоляване, печене, опушване и по-нататъшна ферментация.

Солената рикота (Ricotta salata), наричана още Суха рикота (Ricotta secca), е пресован, осолен, изсушен и отлежал сорт сирене. Той е млечнобял и твърд и се използва за настъргване. Продава се на колелца, украсени с деликатен мотив на кошница. Различава се от прясната рикота по това, че е по-„суха“ и с по-изразен вкус и текстура. На сицилиански е разновидност на рикотата, произвеждана и ценена особено в Южна Италия.
Печената рикота (Ricotta infornata) се прави чрез поставяне на голяма буца мека рикота във фурната, докато получи кафява, леко овъглена коричка, а понякога докато стане цялата пясъчнокафява. Тя е популярна предимно в Сардиния и Сицилия и понякога се нарича Рикота на фурна (ricotta al forno). Пече се на фурна един или два дена след осоляване.
Пушената рикота (Ricotta affumicata) е подобна на печената и се произвежда чрез поставяне на бучка мека рикота в опушвател, докато развие сива коричка и придобие аромат на овъглена дървесина, обикновено на дъб или кестен (във Фриули се използва бук) с добавка на хвойна и билки. Произвежда се в горната част на Венето и по-специално в провинция Белуно, но също и в други райони на Североизточна Италия.
Силната рикота (Ricotta forte), известна още като Света рикота (ricotta scanta), се произвежда от остатъци от всяка комбинация от рикота от краве, козе или овче мляко. Те се оставят да отлежат за около година, през което се добавя сол и сиренето се смесва на всеки два или три дни, за да се предотврати растежа на плесен. Крайният резултат е мека и кремообразна кафява паста, която има много остър и пикантен вкус за разлика от солената рикота. Тя е традиционен продукт за регионите Базиликата и Пулия, произвежда се в южната част на провинция Лече и се продава в стъклени буркани. Намазва се върху хляб, смесва се с доматени сосове за паста или се добавя към зеленчукови ястия.

## Признание на италианската рикота
В Италия Римската (овча)рикота има признание DOP (Защитено наименование за произход) от 2005 г., а Биволската рикота от Кампания - от 2010 г.
Рикотата е призната за традиционен хранително-вкусов продукт по предложение на регионите Базиликата, Калабрия, Лацио и Кампания в следните наименования:
- рикота (ricotta)
- Силна рикота (ricotta forte)
- Суха рикота (Ricotta secca)
- Пушена рикота от Мамола (ricotta affumicata di Mammola) – от Калабрия
- ricotta di fuscella – прясно краве сирене, произведено в Кампания

По предложение на регион Сицилия следните наименования са включени сред традиционните сицилиански хранително-вкусови продукти, признати от италианското Министерство на земеделието, храните и горите
- Овча рикота (ricotta di pecora)
- Печена рикота (ricotta informata)
- Смесена рикота (ricotta mista)
- Иблейска рикота (ricotta iblea) – млечен продукт, получен от суроватка от краве мляко, произведена в района на Рагуза
- Кравешка рикота (ricotta di vacca)

## Кулинарна употреба

### В Италия
В Италия рикотата е основният елемент на много рецепти, вариращи от първи ястия до десерти: Флорентинско дзукото (сладкиш), тортели от Марема (вид паста), Калабрийска mbignulata (пълнен хляб), Неаполитанска пастиера (сладкиш), Сицилиански каноли (сладкиш), Ролò (сладкиш от Калтанисета), Сицилианска касата (сладкиш само с овча рикота), Тортелони ди магро (паста), Сардинска пàрдула (Валикденски сладкиш), Нюди (първо ястие от провинция Гросето и Сиена).
Подобно на маскарпоне в северноиталианската кухня рикотата е любим компонент на много италиански десерти като сладкиши със сирена и каноли. Освен това разнообразието от различни бисквити включва рикотата като съставка.
Рикотата може да се разбие гладко и да се смеси с подправки като захар, канела, вода от портокалови цветя, ягоди и понякога шоколадови стърготини, и да се сервира като десерт. Тази основна комбинация (често с добавки като цитрусови плодове и шамфъстък) изпъква като пълнеж на сицилианските каноли и на наслоените слоеве тесто в касатата на Палермо.
Комбинирана с яйца и варени зърнени продукти, а след това твърдо запечена, рикотата също е основна съставка в неаполитанската пастиера, една от многото италиански великденски пайове.
Рикотата също се използва често в пикантни ястия, включително в паста, калцоне, стромболи, пица, маникоти, лазаня и равиоли.
Използва се и като заместител на майонезата в традиционната салата от яйца или риба тон и като сгъстител на соса.

### Извън Италия
Местната рикота се суши на слънце и се превръща в твърда, дъвчаща таблетка, наречена chhurpi в районите на Хималаите, особено в Бутан, Сиким, Дарджилинг и части от Непал. Свежият мек chhurpi е основната съставка в бутанското национално ястие ema datshi.
Често се използва като заместител на панир (понир) – прясно сирене, разпространено в Бангладеш, Бутан, Индия, Малдивите, Непал, Пакистан и Шри Ланка, направено от краве или биволско мляко. Използва се и като заместел на чена (подобно на панир, макар и неидентично) в индийския десерт, известен като ras malai. Все пак панирът е предимно казеинов протеин, подобен на изварата, докато рикотата е направена от всички суроватъчни протеини.

## Рецептата за рикота и прясно сирене
Съставките за производството на рикота са суроватка и сол, но тъй като суроватката се получава от предишна обработка за производство на сирена или моцарела, по-долу е описан пълният процес, който не може да бъде отделен от производството на сирене, чиито основни съставки са мляко и сирище. Нужни са:
- термометър за мляко;
- пълномаслено прясно мляко
- суроватка (от аптеките)
- сол
- казан
- fuscelle – пластмасови съдове с формата на пресечен коничен контейнер с дупки в тях.

Остатъчната суроватка от обработката на сирене се загрява до 80-90°C – температура, която варира в зависимост от това дали се добавя мляко и/или сметана. След това суроватката се подкиселява, за да се получи повърхността на рикотата. Често, особено при суроватка от овче мляко, не е необходимо да се подкиселява.

## Производствена зона
Произвежда се в почти всички италиански региони, най-често в Лацио, Абруцо, Базиликата, Сицилия, Сардиния, Кампания, Пулия, Калабрия, Тоскана, Фриули - Венеция Джулия, Ломбардия и Пиемонт. В много от гореспоменатите региони има по-нататъшна обработка на рикота като подправена, печена, пушена или осолена.
Извън Италия рикотата се произвежда в европейските средиземноморски страни: Франция (Sérac, brocciu corso), Гърция (myzíthra, anthótyros), Испания (requesón) и Малта (rikotta). В немскоговорещите алпийски региони се произвежда под името Ziger. В Румъния рикотата е известна от незапомнени времена под името urdă и се счита за традиционен румънски продукт.

## Неиталиански продукти, подобни на рикота
В Съединените щати американската рикота почти винаги се прави от суроватка от краве мляко за разлика от италианската рикота, която обикновено се прави от суроватка от овче, краве, козе илимляко от италиански воден бивол. Докато и двата вида са с ниско съдържание на мазнини и натрий, италианската версия е натурално сладка, докато американската е малко по-солена и по-влажна.
Във Франция рикотата е известна като recuite и може да се прави от краве, овче или козе мляко. Името и техниката на приготвяне се променят в зависимост от региона, в който се произвежда: нарича се Greuil, Breuil или Sérou в Гаскония, Zenbera в Страната на баските, Brousse в Прованс, Brocciu в Корсика и Sérac в Алпите.
В Тунис rigouta от град Бежа е близък роднина на рикотата, с изключение на това, че винаги е прясно-мека и не е отлежала. Произвежда се изключително от суроватката от овче мляко от порода Sicilo-Sarda. Ригута се използва и като основа на няколко заготовки и ястия от тунизийската кухня.
На испански рикотата е известна като requesón. Може да се осолява или подсладява за готвене. Пренесена е в Мексико от испанците, въпреки че не се използва толкова често, колкото queso fresco (белите сирена). Понякога се използва като пълнеж на тлакойос (tlacoyos) и тако Dorados, а в централната част на запад (Халиско, Мичоакан и Колима) се маже на tostadas или bolillos, или служи като гарнитура на боба. В Португалия и Бразилия подобен продукт се нарича requeijão.
На Балканите румънската урда, македонската урда и българската суроватъчна извара се правят чрез преработка на суроватката, изцедена от всякакъв вид сирене. Следователно урда е подобна на прясната рикота, тъй като нейното производство предполага същия технологичен процес. Румънската урда обаче не се опушва, нито се пече във фурната за разлика от някои варианти на италианската рикота. Урда се произвежда от румънски овчари от векове и се счита от румънците за румънски традиционен продукт.
В Гърция много подобни на рикота са антотиро (ανθότυρο) и манури (μανούρι), направени от овче или козе мляко. По подобен начин в Кипър анари (αναρή) се прави от същите видове мляко.
Индийската khoa често се бърка с рикота, но двете са много различни. Khoa е с по-ниска влажност от рикотата и се прави от пълномаслено мляко вместо от суроватка.
Рикотата е подобна на индийската chhena или paneer и изобщо не прилича на khoa. Mоже да се замени с тях при приготвянето на индийски сладкиши като sondesh или ястия като palak paneer, макар че и paneer, и chhena се правят от пълномаслено мляко, обикновено от биволско мляко, тъй като е с високо съдържание на мазнини. Процесът на приготвяне на изварата използва лимонена киселина или сок от лайм или лимон, но никога сирище.